# 普定县
普定县位于贵州省中部偏西，隶属安顺市，东与安顺市西秀区、开发区、平坝区比邻，南与镇宁县、六枝特区相接，西靠六枝特区，北抵织金县。普定县城距安顺28公里，距贵阳118公里。普定县行政辖区东西长51.4公里，南北宽40公里，总面积1090.49平方公里。普定县的行政区划为5镇6乡，317个行政村10个居委会，是一个多民族聚居地区，汉族为全县总人口的80%左右，苗族、布依族是境内的主要少数民族。全县户籍人口有50万人。

## 行政区划
普定县下辖4个街道办事处、6个镇、3个民族乡：
定南街道、黄桶街道、穿洞街道、玉秀街道、马官镇、化处镇、马场镇、白岩镇、坪上镇、鸡场坡镇、补郎苗族乡、猴场苗族仡佬族乡和猫洞苗族仡佬族乡。

## 政治

### 历任县长
| 姓名   | 就任日期   | 卸任日期  | 备注  |
| ------ | ---------- | --------- | ----- |
| 庞琨   | 2006年3月  | 2011年7月 |       |
| 方东   | 2011年11月 | 2013年5月 |       |
| 赵开运 | 2013年9月  | 2021年6月 | [ 3 ] |
| 陈德国 | 2021年6月  |           | [ 4 ] |

## 特产
梭筛桃：中国地理标志产品。